# Хроники Корнелиуса Портмана
Хроники Корнелиуса Портмана стали известны в 1964 году, когда индонезийский исследователь Мангараджа Онганг Парлиндунган (индон. Mangaraja Onggang Parlindungan) в ходе работы над монографией об исламизации Суматры и роли в ней подвижника Туанку Рао, обнаружил в государственном архиве Гааги копию доклада, из которой явствовало, что в 1928 году власти Нидерландской Индии поручили голландскому чиновнику Корнелиусу Портману, занимавшему высокий пост в колониальной администрации, изучить положение и роль китайцев в Индонезии накануне вторжения в неё европейцев. Выбор Портмана был отнюдь не случайным. Он владел несколькими языками Индонезии, был хорошо знаком с китайским языком. В поисках необходимых для исследования материалов Портман в 1928 году изъял из основанного в 1411 году китайского храма в Семаранге, носящего имя известного в прошлом китайского флотоводца Чжэн Хэ, большое количество написанных по-китайски документов. В их числе находилась и хроника храма Чжэн Хэ. На основе изучения хроники, а также анализа известных средневековых яванских источников «История Яванской земли» и «Серат Канда» Портман составил секретный доклад, снабдив его, в виде приложения, переводом хроники. Доклад был напечатан в пяти экземплярах и направлен премьер-министра Нидерландов, генерал-губернатора Нидерландской Индии и министра колоний Нидерландов. Четвертый экземпляр Портман оставил у себя, а пятый отправил в государственный архив. Содержание храмовой хроники Парлиндунган изложил в своей книге. Содержание же доклада Портмана остаётся неизвестным.
Важность хроник заключалась в том, что согласно сведениям в них , Чжэн Хэ во время его семи знаменитых путешествий между 1402 и 1433 гг. , основал на Яве сеть китайских мусульманских торговых общин ханафитов, которые коллективно спровоцировали обращение этого острова в ислам. что индийские и / или ближневосточные миссионеры несут основную ответственность за подстрекательство к обращению в Приморье Юго-Восточной Азии. В 1475 г., согласно китайской хронике из Семаранга, Ван >эй-хоу назначил энергичного Раден Патах (китайское имя — Цзинь Вэнь Цзинь Мэня) главой «неуправляемой» территории к востоку от Семаранга. Тем самым было заложена основа для султаната Демак. Это противоречило ранее устоявшейся традиции, которая вела исламизацию Индонезии от индийских радж, по версии Хроники Портмана первое мусульманского образование на территории Индониизии было обязано своим появлением китайского флоту Чжэн Хэ.
В 1974 году советский исследователь П. М. Мовчанюк писал о хрониках Портмана как о вполне реальных документах, по состоянию на 2022 год у исследователей существуют большие сомнения в достоверности существования как хроник Портмана, так и самого Портмана.

## Исторический контекст
В феврале 1958 года недовольство централистской и коммунистической политикой администрации Сукарно спровоцировало восстание, сосредоточенное в районе Минангкабау на Суматре, населённую одноимённым народом, в ходе которого повстанцы провозгласили Революционное правительство Республики Индонезия (PRRI) в Букиттингги. Индонезийские военные вторглись в Западную Суматру в апреле 1958 года и в течение следующего месяца отбили крупные города. Последовал период партизанской войны, но к августу 1961 года большинство повстанцев сдались. В последующие годы Западная Суматра была похожа на оккупированную территорию, где яванские чиновники занимали самые высокие гражданские, военные и полицейские должности.
К середине 1961 года патриотизм минангкабау был подорван. Повстанцы и сторонники «Революционного правительства», чья трехлетняя борьба против национального государства, были разбиты. Представители минангкабау бежали из Западной Суматры в Джакарту и Медан. Потеряв надежду на национальную независимость, они пытались ассимилироваться с яванским населением и давали детям яванские имена.

## Книга Парлиндунгана и появление хроник
В 1964 году минангкабауский историк Мангараджа Онгганг Парлиндунган опубликовал книгу под названием «Туанку Рао», в которой ставил перед собой целью развенчать исторические мифы, в которые уверовали его братья из Минангкабау. Книга в качестве приложения содержала отредактированную версию двух предположительно перанаканских (китайско-малайских) яванских рукописей. Парлиндунган утверждал, что оригинальные рукописи, на которых основывались его отредактированные версии, были найдены в 1928 году в двух индонезийских китайских храмах, один в Семаранге, а другой в Чиребоне. Они были обнаружены голландским колониальным чиновником по имени «резидент Портман». Парлиндунган утверждал, что Портман впоследствии увез оба текста обратно в Нидерланды. Сам Парлиндунган впервые познакомился с копиями текстов еще в 1937 году, когда студентом познакомился с Портманом. Два эти парлиндунганских текста получили название «Кроника Тионхуа Семаранг» («Китайская хроника Семаранга») и «Кроника Тионхуа Чиребон» («Китайская хроника Чиребона»).
В «Китайской хронике Семаранга» описывается процесс, в результате которого китайская община на Яве утратила свою мусульманскую идентичность, якобы, из-за своей изоляции от Китая. После ухода Чжэн Хэ из региона в начале 1430-х годов, за которым последовал запрет Китая на международную торговлю, который продлился до 1567 года, оставшаяся китайская мусульманская община на Яве не имела возможности контактировать со своей метрополией. В этих обстоятельствах произошла потеря их китайской идентичности, сопровождаемая аккультурацией. Однако по мнению американского исследователя, маловероятно, чтобы эта ситуация привела к упадку исламской идентичности: во второй половине XV и начале XVI веков (когда должен был произойти упадок) Ява переживала быструю исламизацию и исламская культура здесь процветала. Существовали самые широкие возможности для укрепления и укрупнения мусульманской общины. Вопреки утверждению китайской хроникой Семаранга, утверждающей, что потеря мусульманской идентичности этой общиной была компенсирована за счет принятия китайских обычаев (то есть мечети превращались в храмы предков), переход к китайским обычаям — по сути, форма китаизации — означал бы более тесную связь с Китаем, которой как раз и не было по объективным причинам.
Такие же проблемы существуют и с так называемой «Китайской хроника Чиребона», которая описывает историю мусульманского храма в Чиребоне, которые впоследствии был превращён в храм предков в китайской традиции.